# اسکار میکوئز
اسکار میکوئز (انگلیسی: Óscar Míguez؛ ۵ دسامبر ۱۹۲۷ – ۱۹ اوت ۲۰۰۶) یک بازیکن فوتبال اهل اروگوئه بود.